# مطار نانجينغ لوخي
مطار نانجينغ لوخي (بالإنجليزية: Nanjing Luhe Airport)‏ و(بالصينية: 南京六合机场) () مطار عسكري يقع بمدينة Luhe District في الصين. .

## وصلات خارجية
- http://www.flightstats.com/go/Airport/airportDetails.do?airportCode=